# راي دتون
راي دتون (بالإنجليزية: Ray Dutton)‏ هو لاعب دوري الرغبي بريطاني، ولد في 1945 في رانكورن في المملكة المتحدة.